# Blauwgrijze muggenvanger
De blauwgrijze muggenvanger (Polioptila caerulea) is een lid van de familie van de muggenvangers (Polioptilidae).

## Kenmerken
Kenmerkend zijn de witte onderstaart en de witte randen van de bovenstaart. Het mannetje heeft in de broedtijd een dunne wenkbrauwstreep. Hij is het best te herkennen aan zijn gezang, een scherp sjrpieuw-sjprieuw. De lichaamslengte bedraagt 11 tot 13 cm.

## Leefwijze
Net als de meeste zangers is het een klein onopvallend vogeltje dat van insecten leeft en daarom een dun snaveltje heeft.
De vogel is vaak moeilijk waar te nemen omdat hij zich hoog in de bomen tussen het gebladerte schuilhoudt.

## Verspreiding en leefgebied
Hij leeft in de bossen van zowel de oostelijke als de westelijke Verenigde Staten en trekt 's winters naar Mexico en Florida.
De soort telt zeven ondersoorten:
- P. c. caerulea: zuidoostelijk Canada en de centrale en oostelijke Verenigde Staten
- P. c. caesiogaster: Bahama's
- P. c. obscura: van de westelijke Verenigde Staten tot zuidelijk Baja California
- P. c. perplexa: oostelijk deel van Centraal-Mexico
- P. c. deppei: oostelijk Mexico en Belize

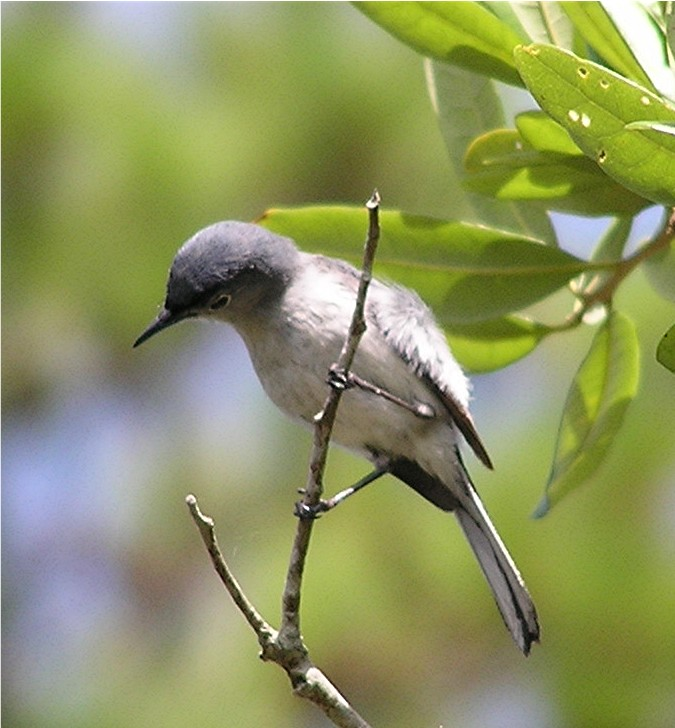
foto J.Folmer Cedar Point NC juni 2003

- P. c. nelsoni: zuidelijk Mexico
- P. c. cozumelae: Cozumel